# 勒德兰
勒德兰（德語：Röderland）是德国勃兰登堡州的市镇，隶属于易北-埃尔斯特县，总面积为46.2平方千米，截至2020年总人口为3836人。